# Émile Sausin
Émile Sausin, est un coureur cycliste français, coureur sur route, spécialiste du demi-fond. Il participe à Paris-Roubaix 1926.

## Palmarès
- 1924
  - Challenge Riguelle comptant pour le Championnat de France des Sociétes[1].
- 1939
  -  Médaillé de bronze du championnat de France de demi-fond